# Mia Kristina Hansen
Mia Kristina Hansen (født 28. september 1964 på Frederiksberg) er en dansk socialpædagog, der har været formand for Landsforeningen SIND siden 2021, hvor hun erstattede Knud Kristensen.
Hun havde været en del af ledelsen siden 2018 og 2. næstformand siden 2019. Før dette var hun medstifter og formand for Foreningen for børn med angst, som blev en del af Landsforeningen SIND i 2017. Hun var i 2016 talsmand for personalet på en tidligere arbejdsplads, da en kollega blev dræbt. Som pædagog har hun både arbejdet med personer med handicap, med børn og i socialpsykiatrien.
Hun har siden 2013 været aktiv i debatter om, at mennesker med psykiske lidelser og disses pårørende får den rette hjælp. Hun stiftede Foreningen for børn med angst efter at hendes ene søn havde fået angst som 9-årig.